# A Hidden Life
A Hidden Life (Brasil: Uma Vida Oculta / Portugal: Uma Vida Escondida[carece de fontes?]) é um filme teuto-estadunidense de drama biográfico de 2019 escrito e dirigido por Terrence Malick, estrelando August Diehl, Valerie Pachner, Michael Nyqvist e Bruno Ganz. O filme retrata a vida de Franz Jägerstätter, um fazendeiro austríaco e católico devoto que se recusou a lutar pelos nazistas na Segunda Guerra Mundial.
O filme teve sua estreia mundial no Festival de Cannes em maio de 2019, e será lançado nos Estados Unidos em 13 de dezembro de 2019. No Brasil, será lançado em 30 de janeiro de 2020, e em 16 de janeiro em Portugal.

## Enredo
Em 1939 na Áustria. Franz Jägerstätter, um camponês nascido e criado no pequeno vilarejo de Sankt Radegund, está trabalhando em sua terra quando a Segunda Guerra Mundial começa. Casado com Franziska (Fani), com quem tem três filhas. Jägerstätter é chamado para o treinamento básico e fica longe de sua amada esposa e filhas por meses. Eventualmente, quando a França se rende, parece que a guerra pode acabar em breve, ele é enviado de volta do treinamento. Ele e sua esposa cultivam a terra e criam suas filhas entre as montanhas e vales da Alta Áustria. 
Enquanto a guerra continua, Jägerstätter e os outros homens saudáveis do vilarejo são chamados para lutar. Seu primeiro requisito é prestar juramento de fidelidade a Adolf Hitler e ao Terceiro Reich. Apesar dos pedidos dos vizinhos, Jägerstätter recusa. Lutando com o conhecimento de que sua decisão significará prisão e até morte, Jägerstätter encontra força no amor e apoio de Fani. Jägerstätter é levado para a prisão, primeiro em Enns, depois em Berlim e espera meses por seu julgamento. Durante seu tempo na prisão, ele e Fani escrevem cartas um para o outro e dão força um ao outro. Fani e suas filhas são vítimas de crescente hostilidade no vilarejo devido à decisão do marido de não lutar. 
CONTÉM SPOILER
Depois de meses de encarceramento, seu caso vai a julgamento. Ele é considerado culpado e sentenciado à morte. Apesar de muitas oportunidades para assinar o juramento de fidelidade, Jägerstätter continua a defender suas crenças e é executado pelo Terceiro Reich em agosto de 1943, enquanto sua esposa e três filhas sobrevivem.[carece de fontes?]

## Elenco
- August Diehl como Franz Jägerstätter
- Valerie Pachner como Franziska Jägerstätter
- Michael Nyqvist como Bispo Joseph Fliesser
- Jürgen Prochnow como Major Schlegel
- Matthias Schoenaerts como Capitão Herder
- Bruno Ganz como JuizLueben
- Martin Wuttke como Major Kiel
- Alexander Fehling como Fredrich Feldmann
- Maria Simon como Resie
- Franz Rogowski como Waldlan
- Tobias Moretti como Padre Ferdinand Fürthauer
- Ulrich Matthes como Lorenz Schwaninger
- Max Mauff como Sterz
- Johan Leysen como Ohlendorf
- Sophie Rois como tia
- Karl Markovics como Major

## Produção

### Desenvolvimento
Em 23 de junho de 2016, surgiram relatos que A Hidden Life, inicialmente intitulado Radegundm,retrataria a vida do austríaco Franz Jägerstätter, um objetor de consciência que durante a Segunda Guerra Mundial foi morto aos 36 anos por enfraquecer ações militares, e mais tarde foi declarado um mártir e beatificado pela Igreja Católica. Foi anunciado que August Diehl interpretaria Jägerstätter e Valerie Pachner interpretaria sua esposa, Franziska Jägerstätter. Jörg Widmer foi apontado como o diretor de fotografia, tendo trabalhado em todos os filmes de Malick desde O Novo Mundo de 2005 como operador de câmera.
Malick disse que A Hidden Life terá uma narrativa mais estruturada do que seus trabalhos anteriores: "Ultimamente – eu continuo insistindo, só muito ultimamente – tenho trabalhado sem roteiro e ultimamente me arrependo da ideia. O último filme que filmamos, e agora estamos cortando, voltou para um roteiro que estava muito bem ordenado."

### Filmagem

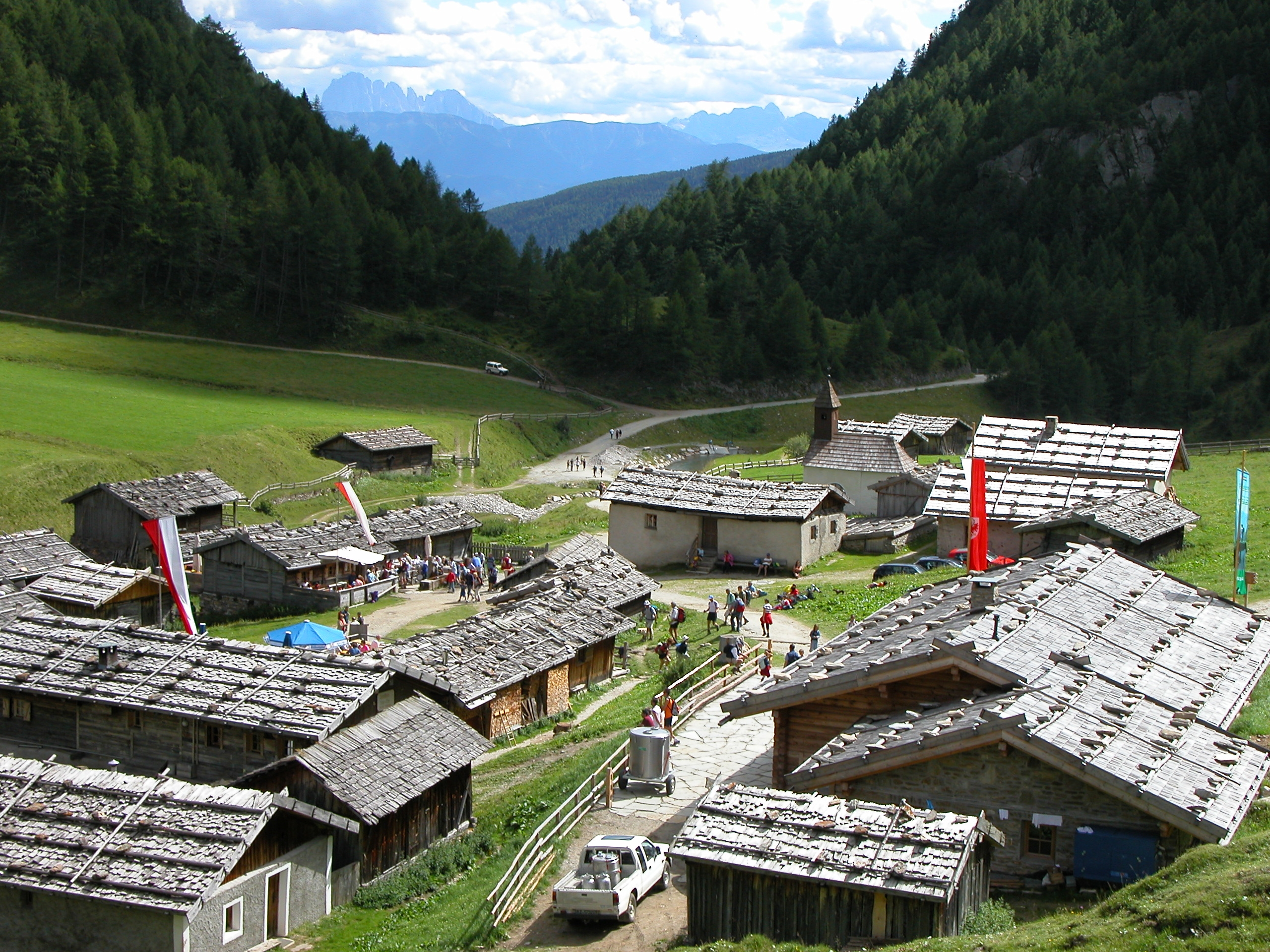
O vilarejo de Fane Alm em Rio di Pusteria.

A produção do filme começou no Studio Babelsberg em Potsdam no verão de 2016.As filmagens iniciaram-se em 11 de julho e terminaram em 19 de agosto de 2016, o filme foi filmado em vários locais na província italiana de Bolzano. Os locais eram a igreja de St. Valentin no vilarejo de Seis am Schlern em Valle di Casies, o vilarejo de Rodengo, os moinhos de Terenten, os prados de Albions em Laion, o Alpe di Siusi, o Castelo de Tures, o vilarejo de Fane Alm em Rio di Pusteria, o Parque Natural de Puez-Geisler, o Castelo de Velthurns no vilarejo de Velturno, o Forte de Fortezza, os jardins do bispo de Hofburg em Brixen e o claustro de Neustift.
Em agosto de 2016, surgiram relatos que algumas das cenas do filme foram filmadas em um pequeno vilarejo montanhoso em Sappada.

### Pós-produção
O ator Franz Rogowski disse em uma entrevista em março de 2019 que ninguém sabia como o filme seria ou quando seria lançado, considerando que estava em pós-produção há mais de dois anos naquele momento. Rogowski acrescentou que Malick é "um diretor que cria espaços em vez de produzir cenas; seu estilo de edição é assim."

### Música
A trilha sonora do filme foi composta por James Newton Howard e tocada pelo violinista James Ehnes, que também se apresentou com o compositor em seu concerto para violino lançado em 2018. Foi lançada pela Sony Classical Records em 6 de dezembro de 2019. Sobre a trilha sonora, Newton Howard afirmou que "É uma trilha sonora que soa espiritual... Terry falava frequentemente sobre o sofrimento inerente ao amor, e você sente saudade, sofrimento e amor nessa trilha sonora" a trilha sonora apresenta 40 minutos de música original misturada com obras clássicas selecionadas de Bach, Händel, Dvořák, Górecki, Pärt, entre outros. Foi gravado na Abbey Road Studios em Londres durante um dia em junho de 2018, com uma seção de cordas de 40 peças conduzida por Pete Anthony ao lado do sonoplasta Shawn Murphy.

## Lançamento
A Hidden Life estreou na competição no 72.ª edição do Festival de Cannes em 19 de maio de 2019. No dia seguinte, o filme foi adquirido pela Fox Searchlight Pictures por US$ 12–14 milhões. Está programado para ser lançado nos Estados Unidos em 13 de dezembro de 2019. No Brasil, está programado para ser lançado em 30 de janeiro de 2020, e em Portugal, em 16 de janeiro de 2020.

## Recepção

### Resposta da crítica
No agregador de resenhas Rotten Tomatoes, o filme recebeu uma pontuação de 80% com base em comentários de 64 críticos, com uma classificação média de 7,64 de 10. O consenso do site diz: "Ambicioso e visualmente absorvente, A Hidden Life pode provar inescrutável para não-devotos — mas para os espectadores em sintonia com Malick, só devem confirmar ainda mais sua genialidade." No Metacritic, o filme recebeu uma pontuação média de 76 de 100, com base em 17 comentários, indicando "revisões geralmente favoráveis".
Peter DeBruge da Variety escreveu: "Se ele está ou não se referindo especificamente aos dias atuais, demagogos, e a maneira como certos evangélicos mais uma vez esgotaram seus principais valores para vantagem política, [A Hidden Life] parece incrivelmente relevante, pois lança esse problema para a luz."
A biografa de Jägerstätter, Erna Putz, foi tocada pela espiritualidade do filme após uma exibição privada em junho de 2019, afirmando que Malick fez um "trabalho independente e universal". Ela também considerou as atuações de Diehl e Pachner precisas para quem Franz e Franziska eram ("Franz, como eu o conheço pelas cartas, e Franziska, como eu a conheço pelos encontros.").

### Prêmios e indicações
| Prêmio                     | Data de cerimônia      | Categoria                           | Indicado        | Resultado | Ref.   |
| -------------------------- | ---------------------- | ----------------------------------- | --------------- | --------- | ------ |
| Festival de Cannes         | 25 de maio de 2019     | Prêmio François Chalais             | Terrence Malick | Venceu    | [ 19 ] |
| Festival de Cannes         | 25 de maio de 2019     | Prêmio do Júri Ecumênico            | Terrence Malick | Venceu    | [ 20 ] |
| Festival de Cannes         | 25 de maio de 2019     | Palma de Ouro                       | Terrence Malick | Indicado  | [ 9 ]  |
| National Board of Review   | 8 de janeiro de 2020   | Os 10 Melhores Filmes Independentes | A Hidden Life   | Venceu    | [ 21 ] |
| Prêmios Independent Spirit | 8 de fevereiro de 2020 | Melhor Filme                        | A Hidden Life   | Pendente  | [ 22 ] |